# Mexikoschattenkolibri
Der Mexikoschattenkolibri (Phaethornis mexicanus) ist eine Vogelart aus der Familie der Kolibris (Trochilidae). Er ist endemisch in Mexiko. Der Bestand wird von der IUCN als „nicht gefährdet“ (Least Concern) eingeschätzt.

## Merkmale
Der Mexikoschattenkolibri erreicht eine Körperlänge von etwa 16 bis 17 cm. Der Oberkopf des Männchens ist dunkel. Vom Hals bis über den Rücken ist es grünlich braun. Bürzel und Oberschwanzdecken sind breit zimtfarben gesäumt. Der schwarze Schwanz mit dunkelgrüner Basis ist breit hell zimtfarben gesprenkelt. Die schwarzen Ohrdecken werden von zimtfarbenen Überaugen- und Bartstrichen begrenzt. Die Halsseiten sind dunkel grau, der mittlere Bereich der Kehle blass gelbbraun. Der Rest der Unterseite wirkt dunkel bräunlich grau, eine Färbung, die an Bauch und an den Unterschwanzdecken in eine ausgewaschene Zimtfarbe übergeht. Der Oberschnabel ist schwarz, der Unterschnabel fleischfarben bis gelb mit dunklerer Spitze. Das Weibchen hat kürzere Flügel und einen kürzeren Schnabel, der deutlich mehr gekrümmt ist als beim Männchen.

## Verhalten und Ernährung
Den Nektar bezieht der Mexikoschattenkolibri ähnlich wie der Langschnabel-Schattenkolibri, dem er lange Zeit als Unterart zugeordnet war, von unterschiedlichen Blüten. So gehören Helikonien, Costus, Aphelandra und Passionsblumen zu seinen Nahrungsquellen. Als sogenannter Trapliner fliegt er bestimmte, favorisierte Futterpflanzen regelmäßig an. Kleinere Gliederfüßer gehören ebenfalls zu seinem Nahrungsspektrum.

## Lautäußerungen
Der Gesang der Unterart P. m. griseoventer besteht aus einer kontinuierlichen Serie einzelner, metallisch klingender Töne mit einer Frequenz von ca. 1,6 bis 1,8 Tönen pro Sekunde. Diese klingen wie tschieh...tschieh...tschieh.... Die Struktur des Gesangs ähnelt dem des Westlichen Langschwanz-Schattenkolibris, doch klingen die Töne weniger piepsig, mehr blechern und metallisch. Die Männchen bilden mit bis zu vier Individuen ein Lek und sitzen in 5 bis 8 Metern Höhe im schattigen Unterholz in Umgebungen, die von jungen Cohunepalmen (Attalea cohune) dominiert werden mit blühenden Helikonien an Ranken in ca. 3 bis 5 Metern Höhe. Die Töne im Lek klingen schrill, undeutlich und relativ langgezogen wie skweih. Zum Gesang der Nominatform ist bisher wenig bekannt. Auch deren Männchen bilden Leks mit bis zu sechs Individuen.

## Fortpflanzung
Das Fortpflanzungsverhalten ist wenig erforscht. In Oaxaca wurde Mitte Mai ein Nest mit zwei Eiern entdeckt, das bis Ende des Monats bewohnt war. Ein anderes Nest wurde im frühen Juli ebenfalls mit zwei Eiern gefunden.

## Verbreitung und Lebensraum

Verbreitungsgebiet des Mexikoschattenkolibris

Der Mexikoschattenkolibri bewohnt feuchte, immergrüne Wälder und Waldränder, Helikoniendickichte sowie schattige saisonale Laubwälder in Schluchten. Er bewegt sich in Höhenlagen bis 2000 Meter.

## Unterarten
Es sind zwei Unterarten bekannt:
- Phaethornis mexicanus griseoventer Phillips, AR, 1962[3] kommt von Nayarit bis Colima vor. Die Unterart wirkt allumfassend etwas heller als die Nominatform, hat einen matten grünen Oberkopf, weißlich bis hell braungelbe Kehlstriche sowie offensichtlich mehr weiße zentrale Steuerfedern.[1]
- Phaethornis mexicanus mexicanus Hartert, E, 1897[4] – die Nominatform ist von Guerrero bis in den Westen Oaxacas verbreitet.

## Etymologie und Forschungsgeschichte
Ernst Hartert beschrieb den Mexikoschattenkolibri unter dem Namen Phaethornis mexicanus. Das Typusexemplar stammte aus Dos Arroyos in Guerrero und lag im Museum von Walter Rothschild, 2. Baron Rothschild. 1827 führte William Swainson die Gattung Phaethornis für den Langschwanz-Schattenkolibri (Phaethornis superciliosus (Linnaeus, 1766)) ein. 
Der Begriff Phaethornis leitet sich aus den griechischen Wörtern φαέθων phaéthōn für „leuchtend, strahlend“ und ὄρνις órnis für „Vogel“ ab. Der Name mexicanus bezieht sich auf das Land Mexiko. Griseoventer ist ein lateinisches Wortgebilde aus griseum für „grau“ und venter, ventris für „Bauch“.